# Iltmætning
Iltmætning (SaO2) er en angivelse af hæmoglobinets mætning (saturation) med ilt i blodet, enheden er procent (%).
Iltmætningen er afhængig af iltens partialtryk (PaO2) i blodet. Funktionen beskrives ved hjælp af en dissociationskurve, hvor SaO2 er ordinaten og PaO2 er abscissen.
Man kan angive arterie-, kapillær- og veneblods iltmætning.
Konventioner: når man angiver iltmætningen i arterieblod angives det med et 'a'. I veneblod med 'v'. (SaO2/SvO2)

## Måling
- I blodprøver fra arterier eller vener (arteriepunktur eller blodgasanalyse)
- Ved pulsoximetri

## Eksterne links
- The deep picture